# Burgh le Marsh
Burgh le Marsh è un paese di 2 016 abitanti della contea del Lincolnshire, in Inghilterra.